# Siamesischer Bürgerkrieg 1630–1636
Der Siamesische Bürgerkrieg 1630 bis 1636 war im Wesentlichen ein Kampf um die Thronfolge im Königreich Ayutthaya, nachdem König Songtham spät im Jahr 1628 gestorben war.

## Vorgeschichte
Nach dem Tod von König Songtham, vermutlich durch Gift ausgelöst, wollte der Adel zunächst den mächtigen Sri Worawong auf den Thron der jedoch ablehnte und sich für den minderjährigen Chetthathirat aussprach. Am 13. Dezember 1628 bestieg dieser den Thron und Sri Worawong erhielt das siamesische Kriegsministerium (Kalahom). Im August 1629 ließ der Kalahom Chetthathirat aus dem Weg räumen und durch dessen jüngeren Bruder Athittayawong ersetzen. Bereits im folgenden Monat wurde dieser ebenfalls ermordet und der Weg für Sri Worawong war frei, den Thron selbst zu besteigen. Damit löste er einen äußerst gewaltsamen Bürgerkrieg aus, wobei sich viele Kräfte gegen ihn wandten.

## Verlauf

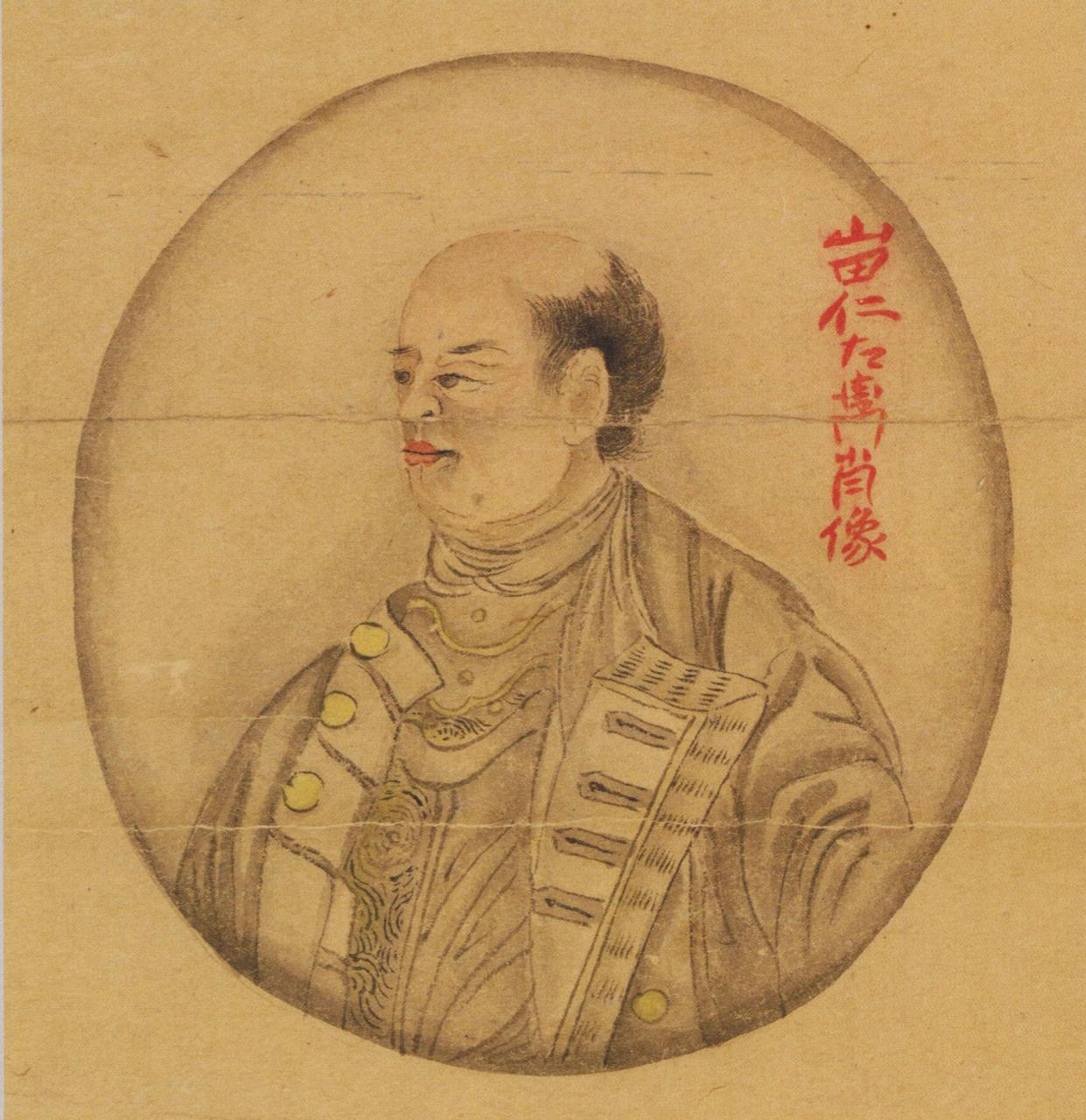
Yamada Nagamasa (1590 bis 1632)

Prasat Thong versuchte zunächst, seine Konkurrenten nacheinander auszuschalten. Er begann damit bei Yamada Nagamasa (1590 bis 1632), dem Samurai und Chef der japanischen Palastwache in der Hauptstadt Ayutthaya. Die Angehörigen der Wache hatten zu Beginn des 17. Jahrhunderts ihr Land auf der Flucht vor dem tyrannischen Tokugawa-Shogunat verlassen. Sie ließen sich in Kambodscha und in Siam nieder. Unter Nagamasa wurden viele als Palastwachen in Ayutthaya angestellt und konnten sich in dieser Funktion vielfach auszeichnen, doch wurde er ebenfalls durch Gift aus dem Weg geschafft. Da der Shogun Prasat Thong nicht anerkennen wollte, rächte sich dieser an den verbliebenen Japanern im Reich. Manche konnten über die See fliehen. Die Tyrannei von Prasat Thong stachelte viele Aufstände im Lande an; so sagte sich die malaiische Provinz Pattani von Ayutthaya los. Die nach Süden ausgesandte siamesische Armee konnte sich nicht gegen Pattani behaupten.

## Folgen
Pattani blieb in der Folge weitgehend autonom, wenn nicht unabhängig von Einflüssen aus der Hauptstadt.